# Mango 24
Mango 24 è una rete televisiva generalista polacca gestita e di proprietà di Grupa ITI che trasmette in lingua polacca.